# Andrew Keir
Andrew Keir, född 3 april 1926 i Shotts, North Lanarkshire, Skottland, död 5 oktober 1997 i London, England, var en brittisk (skotsk) skådespelare.

## Filmografi, urval
- 1954 – Maggie på drift
- 1958 – Titanics undergång
- 1960 – Det perfekta inbrottet
- 1960 – En gång hjälte
- 1963 – Cleopatra
- 1964 – Romarrikets fall
- 1966 – Dracula – mörkrets furste
- 1967 – Den långa duellen
- 1971 – Papegojan
- 1971 – Maria Stuart – drottning av Skottland
- 1980 – Ökenlejonet
- 1995 – Rob Roy